# Étienne Eustache Bruix
Étienne Eustache Bruix (Fort-Liberté, 1759 – Parigi, 18 marzo 1805) è stato un ammiraglio francese.

## Biografia
Proveniente da una famiglia benestante originaria di Béarn, si imbarcò come volontario su una nave schiavista comandata dal capitano Jean-François Landolphe. Due anni dopo, nel 1778, fu nominato aspirante guardiamarina, partecipò alla sua prima campagna sulla fregata Fox ed alla seconda sulla Concorde. Prestò servizio in vari squadroni francesi inviati in aiuto degli Stati Uniti d'America nel corso della guerra d'indipendenza americana, venendo anche promosso a enseigne de vaisseau.
Nominato comandante della Pivert, assieme a Louis Puységur fu incaricato di circumnavigare Saint-Domingue mappandone le coste ed i porti. Promosso tenente di vascello all'inizio della rivoluzione francese, divenne membro dell'Académie de Marine nel 1791 e capitano il 1º gennaio 1793, ma fu abbandonato dal servizio nell'ottobre 1794 per il fatto di essere nobile. Ritiratosi nella periferia di Brest scrisse le proprie memorie intitolandole Moyens d'approvisionner la marine par les seules productions du territoire français (Modi per rifornire la marina con prodotti di sola provenienza francese). Quest'inno all'autarchia navale come mezzo per superare l'embargo britannico fu letto ed apprezzato da Napoleone Bonaparte, e così Bruix fu richiamato in servizio nella marina nel 1795, durante il ministero di Laurent Truguet che gli affidò la Éole. Mantenne questo incarico fino al momento in cui fu unito allo squadrone di Villaret-Joyeuse come maggior generale.
Eustache Bruix fu messo a capo di una divisione aggregata all'ammiraglio Justin Bonaventure Morard de Galles durante l'invasione francese dell'Irlanda del 1796. Lazare Hoche lo notò in questa campagna, e lo nominò contrammiraglio nel maggio del 1797. Divenne ministro della marina il 28 aprile 1798. Le bulletin de loi n° 198 du 8 floréal an VI (7 maggio 1798) recita:
(Le bulletin de loi n° 198 du 8 floréal an VI (7 maggio 1798))
Dopo aver assunto l'incarico corse a Brest per prendere personalmente il comando della flotta che stava per salpare per l'Egitto nel tentativo di liberare l'esercito francese bloccato là fin dall'invasione del 1798. Con l'aiuto di vento e nebbia riuscì ad eludere l'embargo britannico e salpò verso sud con 25 vascelli. Prevedendo un possibile sbarco in Irlanda, ancora non colonizzata nel timore della rivolta irlandese del 1798, la flotta assediante si diresse a nordovest, dando a Bruix un considerevole vantaggio prima che si sapesse la sua vera direzione. Al largo di Cadice Bruix incontrò una flotta britannica composta da 15 vascelli capitanati da Lord Keith. Nonostante la superiorità numerica e la presenza di 28 vascelli spagnoli a Cadice, Bruix rinunciò alla possibilità di attaccare e proseguì nel Mediterraneo.
Avendo fatto una deviazione a Tolone per delle riparazioni, Bruix apprese che Andrea Massena era assediato a Genova e gli fu ordinato di aiutarlo. Diresse la flotta verso il golfo di Genova per rifornire l'esercito amico, ma fu respinto dal maltempo. Nel frattempo Keith lo aveva inseguito nel Mediterraneo ed aveva unito al proprio gruppo alcuni squadroni britannici stanziati nell'area di Minorca. Bruix abbandonò la sua missione, eluse gli inseguitori e fece ritorno nell'Atlantico. Dopo aver raccolto uno squadrone spagnolo lungo la rotta, fece ritorno a Brest.
Dopo questa drammatica ed infruttuosa spedizione, nota come navigazione di Bruix, rinunciò al dicastero l'11 luglio 1799 e prese il comando della flotta stanziata presso l'île d'Aix, pronta a salpare per la Spagna, ma i britannici rinforzarono l'embargo, l'ammiraglio si ammalò e la pace di Amiens impedì alla flotta di lasciare il porto. Nominato viceammiraglio il 13 marzo, 1799, seppe del colpo di Stato segreto avvenuto il 18 brumaio dell' anno 8 (9 novembre 1799). Napoleone Bonaparte lo nominò ammiraglio nel 1801 e consigliere di Stato l'anno seguente.
Col nuovo scoppio della guerra, Napoleone concepì un piano per una nuova invasione dell'Inghilterra e mise Bruix al comando della flotta stanziata a Boulogne che avrebbe portato le truppe d'invasione oltre la Manica. Bruix spese tutte le proprie energie nella preparazione ma fu obbligato a tornare a Parigi, dove morì di tubercolosi all'età di soli 46 anni. Il boulevard de l'Amiral-Bruix di Parigi prende il nome da lui.